# اچ‌ام‌اس اوترانتو
اچ‌ام‌اس اوترانتو (به انگلیسی: HMS Otranto) یک کشتی بود که طول آن ۵۳۵ فوت ۴ اینچ (۱۶۳٫۱۷ متر) بود. این کشتی در سال ۱۹۰۹ ساخته شد.